# Villotte-devant-Louppy
Villotte-devant-Louppy település Franciaországban, Meuse megyében. Lakosainak száma 163 fő (2022. január 1.). Villotte-devant-Louppy Laheycourt, Lisle-en-Barrois és Louppy-le-Château községekkel határos.

## Népesség
A település népessége az elmúlt években az alábbi módon változott:
| Lakosok száma | 159  | 164  | 169  | 164  | 164  | 165  | 165  | 163  | 163  |
|               | 2013 | 2015 | 2016 | 2017 | 2018 | 2019 | 2020 | 2021 | 2022 |